# Виктор Далип Сингх
Ви́ктор А́льберт Джей Да́лип Сингх (англ. Victor Albert Jay Duleep Singh; 10 июля 1866, Лондон, Соединённое королевство Великобритании и Ирландии — 7 июня 1918, Монте-Карло, Княжество Монако) — наследный принц Педжаба и глава королевского дома Пенджаба с 1893 по 1918 год; первый сын махараджи Панджаба Далипа Сингха и махарани Бамбы Далип Сингх.

## Биография
Родился в Лондоне 10 июля 1866 года. Он был первым ребёнком и старшим сыном в многодетной семье последнего махараджи Пенджаба. По отцовской линии приходился внуком махараджи Ранджиту Сингху и махарани Джинд Каур. По материнской линии был внуком немецкого коммерсанта Людвига Мюллера и бывшей рабыни-эфиопки по имени София. Принц был крещён в часовне при Виндзорском замке с именем Виктор Альберт Джей Далип Сингх; первые два имени он получил в честь принца Альберта Виктора, старшего внука королевы Виктории, которая стала его крёстной матерью.
Раннее детство Виктора Альберта прошло в имении Элведен-холл в графстве Саффолк. После окончания Итон-колледжа, он продолжил образование в Тринити-колледже в Кембриджском университете, где во время обучения познакомился со своей будущей супругой, леди Энн Бланш Элис Ковентри, дочерью сэра Джорджа Герберта, 9-го графа Ковентри и леди Бланш Крейвен. В 1886 году отец попытался женить его на индийской принцессе, но Виктор Альберт отказался. В отличие от отца, он сохранял лояльность к британской монархии.
В 1887 году в звании специального курсанта принц был принят в Королевский военный колледж в Сандхерсте. В декабре 1888 года, после того, как в частном порядке был решён вопрос его первого банкротства, он получил назначение в 1-й королевский полк драгун в звании лейтенанта. В 1889 году принц прибыл в Галифакс в Новой Шотландии, получив назначение на место почётного адъютанта генерала Джона Росса, командующего британскими войсками в Канаде. Но, вместо службы в штабе, провёл всё лето в Ньюпорте в штате Род-Айленд, в имении американского банкира Лоуренса Тёрнера, из-за чего появились слухи о том, что Виктор Альберт намерен сочетаться браком с дочерью гостеприимного хозяина, Джейн Тёрнер. Слухи были опровергнуты самим банкиром.
Принц был азартным игроком и жил не по средствам. В феврале 1890 года из-за больших долгов он был вынужден вернуться в Лондон. Виктор Альберт служил в полку королевских драгун, пока не подал в отставку в 1898 году.
После смерти отца 23 октября 1893 года, он возглавил королевский дом Пенджаба. 4 января 1898 года принц сочетался браком с леди Энн Ковентри, которая была на восемь лет моложе супруга. Это был первый случай в истории Великобритании, когда индийский принц женился на британской аристократке. Брак стал возможным благодаря вмешательству принца Уэльского, будущего короля Эдуарда VII. Церемония бракосочетания состоялась в церкви Святого Петра на Итон-сквер в Лондоне. На церемонии присутствовала королева Виктория, которая, в частной беседе, якобы предупредила невесту о нежелательности детей в её браке с принцем.
Окончательно став игроманом, Виктор Альберт снова был объявлен банкротом в сентябре 1902 года с долгами на общую сумму в 117 900 фунтов стерлингов, несмотря на ежегодное пособие в размере 8250 фунтов стерлингов и доход его жены в 2500 фунтов стерлингов. Он умер от сердечного приступа в Монте-Карло 7 июня 1918 года и был похоронен на англиканском кладбище рядом с этим городом. Ещё при жизни принца ходили слухи о том, что он был биологическим отцом 6-го графа Карнарвона, так как ему приписывали роман со свекровью, леди Карнарвон.

## Обращение и награды

### Обращение
- 10 июля 1866 — 7 июня 1918: Его Королевское высочество наследный принц Виктор Далип Сингх Пенджабский.

### Награды
- Суверенный рыцарь большого креста Ордена Благоприятной Звезды Пенджаба.
- Суверенный рыцарь большого креста Ордена Ранджита Сингха.
- Коронационная медаль Эдуарда VII.
- Коронационная медаль Георга V.